# Lipoprotein

Cấu trúc lipoprotein

Lipoprotein: có nhóm ngoại là Lipid. Lipoprotein đóng vai trò quan trọng trong quá trình vận chuyển Lipid trong cơ thể. Lipid không tan trong nước, nhưng sau khi kết hợp với Protein phần kị nước của Lipid cuộn vào trong, phần apoprotein tạo thành lớp vỏ bọc xung quanh, do đó nó có thể được vận chuyển trong môi trường dịch thể, ví dụ như máu.
Lipoprotein được Machebocuf mô tả năm 1929. Ngoài thành phần protein, lipoprotein còn có các thành phần khác như phospholipid, Triglyceride, Steroid và cholesterol. Lipoprotein có dạng hình cầu, đường kính khoảng 100- 500 A. Các phân tử lipid và protein liên kết với nhau chủ yếu bởi liên kết Van der Waals. Theo mô hình của Shen (1977), phân tử lipoprotein gồm: apoprotein và phospholipid chiếm phần vỏ bên ngoài, phần trung tâm gồm Triglyceride và cholesterol este, giữa 2 phần là cholesterol tự do. Phần vỏ có chiều dày khoảng 1 nm, phân cực và đảm bảo tính hoà tan của  phân tử lipoprotein trong huyết tương. Các apoprotein khác nhau do cấu trúc của chuỗi peptid quyết định, ít nhất đã có chín loại apoprotein khác nhau được tìm thấy trong các lipoprotein huyết tương người. Phần protein của lipoprotein giữ vai trò quyết định chất nhận diện chúng ở màng tế bào hoặc hoạt hóa các enzym của chúng.

## Phân loại Lipoprotein
Với phương pháp siêu ly tâm phân tích, lipoprotein được chia thành 4 loại sau:
- Chylomicron (CM): là lipoprotein có kích thước lớn nhất và hàm lượng triglycerid cao, apoprotein chủ yếu là apoB-48, apoE và apoC-II. CM được tổng hợp độc nhất ở lưới nội nguyên sinh của tế bào niêm mạc ruột, chỉ có mặt trong thời gian ngắn ở huyết tương sau bữa ăn giàu mỡ, là yếu tố làm cho huyết tương có màu đục và trắng. CM sẽ biến mất sau vài giờ và huyết tương của người bình thường. Chức năng của CM là vận chuyển triglycerid ngoại sinh (thức ăn) từ ruột tới gan. ApoC-II hoạt hóa lipoprotein lipase trong mao mạch của mô mỡ, tim, cơ xương... để giải phóng acid béo tự do cho các mô này. Phần CM còn lại chứa cholesterol, apoE và apoB-48 (CM tàn dư); tiếp tục vào máu đến gan – tại đây chúng được thoái hóa trong lysosom
- Lipoprotein tỷ trọng rất thấp (VLDL – very low density lipoprotein): được tạo thành ở tế bào gan, là dạng vận chuyển triglycerid nội sinh vào hệ tuần hoàn. Apo của VLDL bao gồm apoB-100, apoC-I, apoC-II, apoC-III và apoE. VLDL được vận chuyển từ gan đến mô mỡ và tại đây, enzym lipoprotein lipase được hoạt hóa nhờ apoC-II sẽ xúc tác sự thủy phân triglycerid, giải phóng acid béo. VLDL còn lại (VLDL tàn dư) tiếp tục được thoái hóa trong lysosom.
- Lipoprotein tỷ trọng thấp (LDL – low density lipoprotein): là sản phẩm thoái hóa của VLDL trong máu tuần hoàn, rất giàu cholesterol và cholesterol este. ApoB-100 là apo chính của LDL. Chức năng chủ yếu của LDL là vận chuyển cholesterol cho các mô. LDL được gắn với receptor đặc hiệu ở màng tế bào, sau đó chúng được đưa vào trong tế bào. Cholesterol trong LDL được coi là cholesterol "xấu" vì nó tham gia vào sự phát triển các mảng vữa xơ động mạch ở thành của động mạch vì có nhiều thụ cảm thể ở thành mạch máu
- Lipoprotein tỷ trọng trung gian (IDL – intermediate density lipoprotein): có tỷ trọng giữa VLDL và LDL. VLDL sau khi giải phóng triglycerid, nhận thêm cholesterol este và mất đi apoC sẽ chuyển thành IDL và chất này nhanh chóng thoái hóa thành LDL.
- Lipoprotein tỷ trọng cao (HDL — high density lipoprotein): tạo thành ở gan và ruột non; được giải phóng dưới dạng HDL mới sinh hình đĩa, rồi chuyển thành HDL-3 -> HDL-2 nhờ sự xúc tác của LCAT (lecithin cholesterol acyl transferase). HDL giàu protein và apo chính của HDL là apoA-I. HDL vận chuyển cholesterol ở các mô ngoại vi về gan (vận chuyển cholesterol "trở về") và ở gan, chúng được thoái hóa thành acid mật. Cholesterol của HDL là cholesterol "tốt" vì chúng bảo vệ thành mạch, không gây vữa xơ động mạch. Lượng cholesterol - HDL càng thấp (<0,3 g/L) có nguy cơ bị vữa xơ động mạch càng cao và ngược lại.
```
lớn nhất, chủ yếu vận chuyển mỡ từ niêm mạc 
ruột
 đến gan, được gọi là 
chylomicron
. Chylomicron có thành phần giàu 
triglyceride
. Chúng chuyên chở triglyceride và cholesterol (từ thức ăn và đặc biệt là cholesterol được tiết từ gan vào mật) đến các mô như 
gan
, mỡ và 
cơ vân
. Tại các nơi đó, lipoprotein lipase (LPL) thủy phân triglyceride trong chylomicron thành acid béo tự do; các acid béo này được dùng để tổng hợp 
lipoprotein tỉ trọng rất thấp (VLDL)
 ở gan hoặc được oxi hoá sinh năng lượng ở cơ hoặc được dự trữ ở mô mỡ. Chylomicron sau khi mất triglyceride trở thành các hạt còn lại (chylomicron remnant) và được vận chuyển đến gan để được xử lý tiếp.
```

VLDL là lipoprotein tương tự như chylomicron, có thành phần triglyceride cao. VLDL được tổng hợp từ acid béo tự do có nguồn gốc từ chuyển hoá chylomicron ở gan hoặc nội sinh. Triglyceride của VLDL bị thủy phân bởi lipoprotein lipase mao mạch để cung cấp acid béo cho mô mỡ và cơ. Phần lipid còn lại gọi là lipoprotein tỉ trọng trung gian (IDL). Sau đó IDL chuyển thành lipoprotein tỉ trọng thấp (LDL) bởi tác dụng của lipase gan hoặc được gan bắt giữ qua thụ thể LDL.
Các hạt LDL chuyên chở phần lớn lượng cholesterol có trong máu, cung cấp cholesterol cho tế bào. Thụ thể LDL ở tế bào ngoại biên hoặc gan bắt giữ LDL và lấy nó ra khỏi máu. Tế bào ngoại biên dùng cholesterol trong LDL cho cấu trúc màng cũng như để sản xuất hormone. LDL là lipoprotein tạo xơ vữa động mạch; nồng độ LDL cao liên hệ với tăng nguy cơ bệnh tim mạch. Các hạt LDL đặc, nhỏ chứa nhiều cholesterol ester (phenotype B) được cho là có tính sinh xơ vữa động mạch cao hơn do nhạy cảm với các thay đổi oxy hóa và vì vậy có độc tính cho nội mạch so với các hạt LDL lớn, bộng (phenotype A). Ở người khoẻ mạnh, các hạt LDL có kích thước lớn và số lượng ít. Ngược lại, nếu có nhiều các hạt LDL nhỏ sẽ dẫn đến nguy cơ xơ vữa động mạch.
Các hạt lipoprotein tỉ trọng cao (HDL) được tổng hợp và chuyển hoá ở gan và ruột. HDL sơ khai lấy cholesterol từ mô ngoại biên; quá trình này được hỗ trợ bởi men lecithin:cholesterol acyltransferase (LCAT) trong hệ tuần hoàn qua phản ứng ester hoá cholesterol tự do. Khi cholesterol được ester hoá, nó tạo gradient nồng độ và hút cholesterol từ mô ngoại biên và từ các lipoprotein khác và trở nên ít đặc hơn. Song song đó, protein di chuyển cholesterol ester (cholesterol ester transfer protein) lại mang cholesterol ester từ HDL sang VLDL, LDL và một phần nhỏ hơn sang chylomicron, làm giảm gradient nồng độ và cho phép triglyceride di chuyển theo chiều ngược lại, từ đó làm giảm ức chế LCAT do sản phẩm. Vì vậy, phần lớn cholesterol ester được tạo bởi LCAT sẽ được vận chuyển về gan qua phần còn lại của VLDL (IDL) và LDL. Đồng thời, HDL giàu triglyceride sẽ giải phóng triglyceride ở gan khi bị bắt giữ hoặc khi triglyceride được thủy phân bởi lipase gan nhạy cảm heparin (heparin-releasable hepatic lipase). Số lượng các hạt HDL to càng nhiều thì hệ quả sức khoẻ càng tốt; và ngược lại, số lượng này càng ít thì càng có nguy cơ xơ vữa động mạch. (Các xét nghiệm lipid truyền thống không cho biết được kích thước và số lượng của các hạt LDL và HDL.